# 中間刺鯧
中間刺鯧）学名：Psenopsis intermedia）為輻鰭魚綱鱸形目鯧亞目長鯧科的其中一種，分布於西印度洋的肯亞海域，棲息深度230-293公尺，體長可達13.3公分，棲息在中層水域。
其种加词“intermedia”意为“中间的”。